# Аккія
Аккія́ (каз. Аққия) — село у складі Байзацького району Жамбильської області Казахстану. Входить до складу Жалгизтобинського сільського округу.
Населення — 868 осіб (2021; 626 у 2009, 640 у 1999, 653 у 1989).